# Districtul Ouled Si Slimane
Ouled Si Slimane este un district din provincia Batna, Algeria.